# Journey to the Center of the Earth (1959)
Journey to the Center of the Earth (bra: Viagem ao Centro da Terra) é um filme estadunidense de 1959, dos gêneros ficção científica e aventura, dirigido por Henry Levin, com roteiro de Walter Reisch e Charles Brackett baseado no romance Voyage au centre de la Terre, de Júlio Verne.

## Sinopse
O professor Linderbrook lidera uma expedição rumo ao centro da Terra, contando com Alec, astrônomo amador, e a viúva de um colega para enfrentar toda sorte de perigos, que incluem sabotagens, sequestros e morte.

## Prêmios e indicações
| Prêmio     | Categoria                    | Recipiente                                                                          | Resultado |
| ---------- | ---------------------------- | ----------------------------------------------------------------------------------- | --------- |
| Oscar 1960 | Melhor direção de arte - cor | Lyle R. Wheeler, Franz Bachelin, Herman A. Blumenthal, Walter M. Scott, Joseph Kish | Indicado  |
| Oscar 1960 | Melhores efeitos             | L. B. Abbott, James B. Gordon (visuais); Carl Faulkner (sonoros)                    | Indicado  |
| Oscar 1960 | Melhor som                   | Carl Faulkner                                                                       | Indicado  |

## Elenco

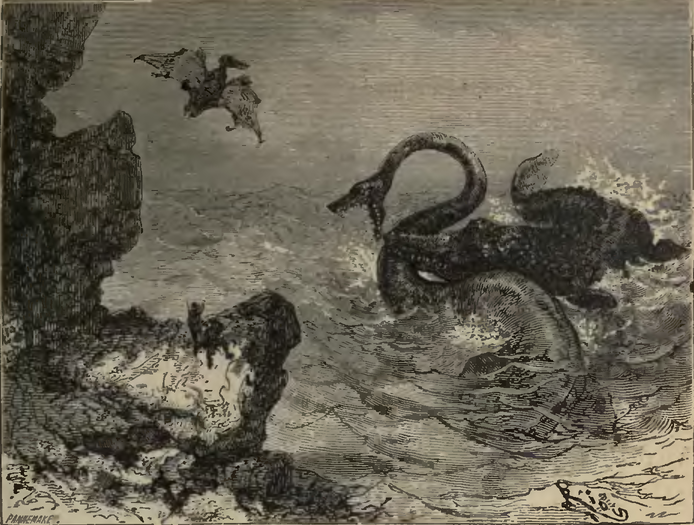
O mar no centro da terra.

| Nome               | Personagem                 |
| ------------------ | -------------------------- |
| Pat Boone          | Alexander 'Alec' McKuen    |
| James Mason        | Sir Oliver S. Lindenbrook  |
| Arlene Dahl        | Carla Göteborg             |
| Diane Baker        | Jenny Lindenbrook          |
| Thayer David       | Conde Saknussem            |
| Peter Ronson       | Hans Belker                |
| Robert Adler       | Groom                      |
| Alan Napier        | Dean                       |
| Mary Brady         | Kirsty                     |
| Alan Caillou       | Reitor                     |
| John Epper         | Noivo                      |
| Edith Evanson      | Estalajadeiro              |
| Alex Finlayson     | Professor Bayle            |
| Mollie Glessing    | Vendedor de jornais        |
| Frederick Halliday | Chanceler                  |
| Kendrick Huxham    | Jornalista escocês         |
| Owen McGiveney     | Lojista                    |
| Molly Roden        | Governanta                 |
| Ivan Triesault     | Professor Peter Göteborg   |
| Red West           | Universitário              |
| Ben Wright         | Paisley                    |
| Peter Wright       | Proprietário de Glendarick |